# Mastodonten
Die Mastodonten  (Mastodontoidea) sind ein nicht mehr gebräuchliches Taxon für eine Überfamilie der Rüsseltiere. In dieser Gruppe wurden ursprünglich die Familien der Gomphotherien (Gomphotheriidae), Mammutiden (Mammutidae; im Deutschen teilweise auch „Echte Mastodonten“ genannt) und Stegodonten (Stegodontidae) zusammengefasst. Eingeführt wurde die Bezeichnung Mastodontoidea für diese Gruppe von Henry Fairfield Osborn (1857–1935) im Jahr 1921. Zurück geht sie auf die Gattung Mastodon, die ursprünglich 1817 von Georges Cuvier (1769–1832) für mehrere, aus heutiger Sicht nicht miteinander verwandte Arten verwendet wurde. Cuvier vereinte unter Mastodon unter anderem Mastodon giganteum und Mastodon angustidens, ersteres ist das Amerikanische Mastodon (Mammut americanum) aus der Gruppe der Mammutiden, letzteres wird heute als Gomphotherium angustidens geführt und den Gomphotherien zugewiesen. Allerdings hatte Cuvier beide bereits 1806 als le grand mastodonte beziehungsweise als mastodonte à dents étroites beschrieben. Der Name Mastodon stammt aus dem Altgriechischen und bedeutet μαστός mastos, deutsch ‚Brust‘ und οδον odon, deutsch ‚Zahn‘. Er bezieht sich auf die durch Höcker geprägten Backenzähne, die seitlich betrachtet an die Brüste einer Frau erinnern („Brustzähner“).
Eine Gemeinsamkeit innerhalb der Gruppe der Mastodonten war ihr schon deutlich elefantenartiges Aussehen, wobei sie insgesamt eher länglicher und niedriger gebaut waren sowie längere und flachere Schädel besaßen. Frühe Formen waren allerdings relativ klein und recht kurzbeinig. Des Weiteren unterschied sie ihr höckeriger Zahnbau deutlich von dem der Elefanten mit ihren lamellenartigen Zähnen. Außerdem wiesen zahlreiche Vertreter im Gegensatz zu heutigen Elefanten sowohl im Unter- als auch im Oberkiefer verlängerte Stoßzähne auf, die sich aus den Schneidezähnen entwickelt hatten.
Kladistische Untersuchungen ergaben, dass die Mastodonten keine geschlossene Abstammungsgruppe (Monophylum) darstellen. Stattdessen repräsentieren sie drei verschiedene Entwicklungslinien, die jeweils einzeln von der Stammlinie der Elefanten (Elephantidae) abzweigen. Aus diesem Grund werden die Mastodonten heute drei verschiedenen Überfamilien zugewiesen. Die Mammutiden gehören nun der Überfamilie Mammutoidea, die Gomphotherien der Überfamilie Gomphotherioidea und die Stegodonten der Überfamilie Elephantoidea an. Letztere umfasst auch die Elefanten. Alle drei Überfamilien gehören zu den Elephantimorpha. Der Begriff Mastodon wird heute umgangssprachlich häufig nur noch für das Amerikanische Mastodon verwendet, während Mastodon in der Regel nur als wissenschaftlicher Namenszusatz vorkommt (etwa Notiomastodon, Stegomastodon oder Sinomastodon).